# Consejo Soberano de Asturias y León
El Consejo Soberano de Asturias y León fue una institución política soberana y de facto independiente proclamada en Gijón el 24 de agosto de 1937 hasta el 21 de octubre de 1937, durante la guerra civil española.
Los avances de las tropas del general Franco en el frente norte tomando Santander, llevaron a las autoridades republicanas en Asturias a declarar su soberanía sobre «todas las jurisdicciones y organismos civiles y militares» en el territorio controlado por el Consejo Interprovincial de Asturias y León con intención de despojarse de dichas funciones «a la vista de los acontecimientos favorables que se produzcan en el curso de la guerra».

## Contexto

Frente del norte.

La situación de aislamiento del frente del norte, a 200 kilómetros en línea recta de las posiciones republicanas más próximas, con la subsiguiente escasez de abastecimientos bélicos y alimentarios, propició que poderes locales asumieran funciones que eran competencia del gobierno de la República, como el mando de las milicias o la acuñación de monedas. En Asturias, donde la UGT y la CNT tenían una gran implantación, se había vivido una especie de revolución de carácter socialista con tintes libertarios.

## Historia
El 24 de agosto se firma el decreto que establece la soberanía de los territorios administrados por el Consejo Interprovincial de Asturias y León pasando a ser entonces el Consejo Soberano de Asturias y León. El 26 de agosto saldrá publicado en la prensa dicho decreto.
El Consejo Soberano —que se había atribuido poderes que eran competencia única del Gobierno de la República— lo presidía Belarmino Tomás y en él estaban representadas las diferentes organizaciones políticas y sindicales del bando republicano en Asturias como la FSA-PSOE, la CNT, la FAI, las JJLL, la JSU, el PCE, la UGT e Izquierda Republicana. Una parte de estas organizaciones del Frente Popular criticará la actuación, calificando la idea de perjudicial, antiunitaria y cantonalista.
La idea del Consejo Soberano era apoyada por Belarmino Tomás y la mayoría de dirigentes del PSOE, así como por Segundo Blanco y otros responsables de la CNT. El PCE criticó la decisión. Rafael Fernández, secretario general de las federaciones asturianas del PSOE y la JSU, condenó el decreto y la soberanía (lo que no le impidió ocupar puesto de consejero). Los dos representantes de la UGT tuvieron una opinión diferente cada uno. Los consejeros de Izquierda Republicana reprobaron la decisión.
Las tiranteces creadas llevaron a enfrentamientos entre algunos consejeros que en ocasiones llegaron a los insultos personales. El Gobierno de la República censuró la actitud del Consejo Soberano, sobre todo cuando este se dirigió a la Sociedad de Naciones. El Ministro de la Gobernación transmitió a Belarmino Tomás «su sorpresa y su disgusto».
La caída de Asturias propició al bando sublevado la posibilidad de enviar las tropas que había tomado parte en esta campaña a reforzar otros frentes y le permitió contar con las industrias y recursos con los que contaba esta región. En el bando republicano se analizaron las consecuencias que provocaron la pérdida del norte, como muestra el artículo titulado ¿Por qué se perdió el Norte? publicado en El Socialista el 30 de octubre de 1937, donde se hace hincapié en la falta de unidad y de decisiones políticas que perjudicaron planes militares, sin olvidar la casi total pasividad de Madrid en la defensa del norte.[cita requerida]

## Organización
| Cargo                    | Nombre                                   | Organización |
| ------------------------ | ---------------------------------------- | ------------ |
| Presidencia y Guerra     | Belarmino Tomás                          | PSOE         |
| Industria                | Segundo Blanco                           | CNT          |
| Trabajo                  | Onofre García Tirador                    | FAI          |
| Sanidad                  | Ramón G. Posada                          | JJ LL        |
| Hacienda                 | Rafael Fernández                         | JSU          |
| Justicia y Orden Público | Luis Roca de Albornoz / Rafael Fernández | JSU          |
| Agricultura              | Gonzalo López                            | PCE          |
| Marina Mercante          | Valentín Calleja                         | UGT          |
| Pesca                    | Ramón Álvarez Palomo                     | FAI          |
| Instrucción Pública      | Juan Ambou                               | PCE          |
| Obras Públicas           | José Maldonado                           | IR           |
| Asistencia Social        | Maximiliano Llamedo                      | CNT          |
| Comercio                 | Amador Fernández                         | PSOE         |
| Comunicaciones           | Avelino Roces                            | UGT          |
| Propaganda               | Antonio Ortega                           | IR           |

A la derecha se puede ver una tabla con las distintas consejerías, sus titulares y la organización a la que éstos pertenecían. El Consejo Soberano, al que se le conoció popularmente como el Gobiernín, se dividió en cinco comisiones que agrupaban cada una varias consejerías:
- Comisión militar: Delegado del Gobierno y Presidente del Consejo, Jefe del E. M. del C. de Ejército, Industria, Instrucción Pública y Trabajo.
- Comisión de Abastecimientos, Evacuación y Transportes: Comercio, Pesca, Marina Mercante y Obras Públicas.
- Comisión de Justicia, Orden Público, Propaganda y Comunicaciones: Hacienda, Comunicaciones y Propaganda.
- Comisión de Asistencia Social y Sanidad: Asistencia Social y Sanidad.
- Comisión de Economía: Agricultura y Justicia.

Así se fueron organizando los distintos servicios de la administración hasta que llegó el momento de la evacuación en la noche del 20 de octubre de 1937. La última reunión del Consejo Soberano se celebró el mismo día 20 de octubre por la tarde. Al día siguiente, las tropas del bando sublevado entraban en Gijón. El Consejo Soberano emitió billetes divisionarios al no existir moneda suficiente debido al aislamiento en el que se encontraba Asturias. Estos billetes fueron conocidos popularmente como belarminos.

## Cronología
- 24 de agosto: Se firma el decreto mediante el cual el Consejo Interprovincial de Asturias y León se transforma en Consejo Soberano de Asturias y León.
- 26 de agosto: El decreto sale publicado en la prensa.
- 29 de agosto: El Consejo Soberano cesa al general Gamir Ulibarri y nombra jefe militar de la región al coronel Prada.
- 4 de septiembre: Las tropas sublevadas se internan en Asturias.
- 5 de septiembre: Las tropas sublevadas ocupan Llanes.
- 20 de septiembre: Aranda ocupa el puerto de Pajares.
- 1 de octubre: Las tropas sublevadas ocupan Covadonga.
- 17 de octubre: La IV Brigada navarra atraviesa el río Sella. El Consejo Soberano decide la evacuación del territorio.
- 20 de octubre: Última reunión del Consejo Soberano. Se inicia la evacuación marítima desde Gijón.
- 21 de octubre: Las tropas sublevadas entran en Gijón y Avilés, finalizando de esta manera la campaña del norte.